# Acacia insularum
Acacia insularum é uma espécie de leguminosa do gênero Acacia, pertencente à família Fabaceae.